# 6050 Miwablock
6050 Miwablock è un asteroide della fascia principale. Scoperto nel 1992, presenta un'orbita caratterizzata da un semiasse maggiore pari a 2,2020063 UA e da un'eccentricità di 0,4371438, inclinata di 6,40517° rispetto all'eclittica.
L'asteroide era stato inizialmente battezzato 6050 Moritablock per poi essere corretto nella denominazione attuale.
L'asteroide è dedicato a Miwa Morita-Block, ricercatrice astronomica e programmatrice del programma Spacewatch.